# 인도-태평양 경제 프레임워크

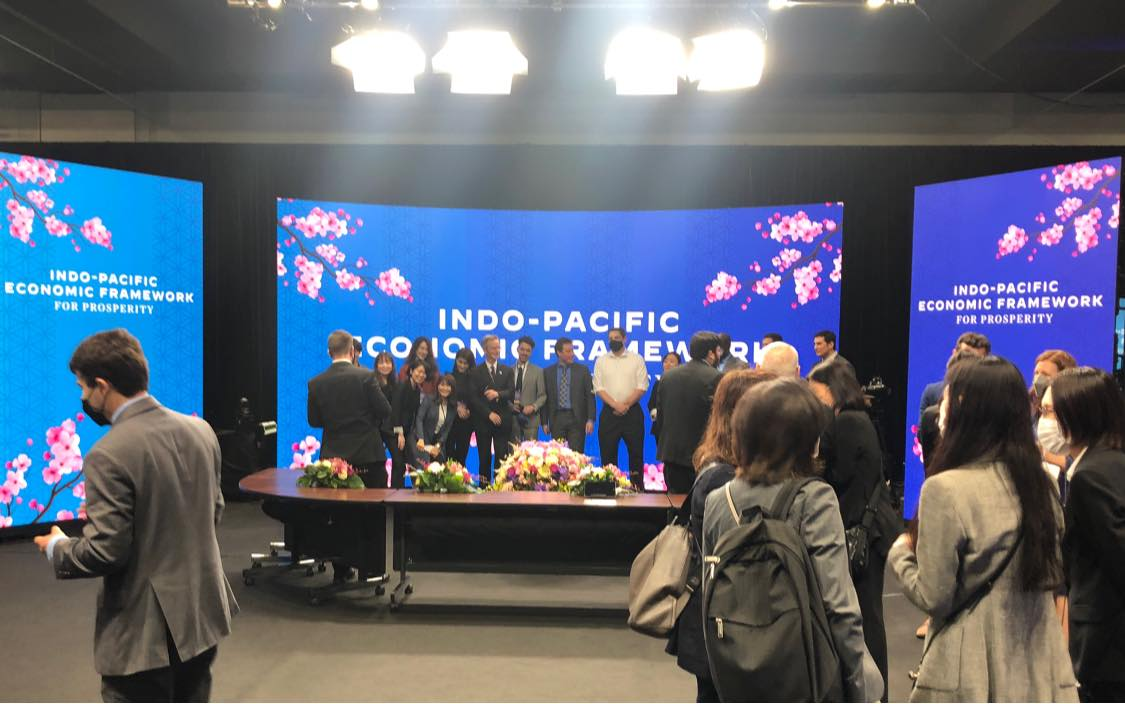
IPEF 출범식

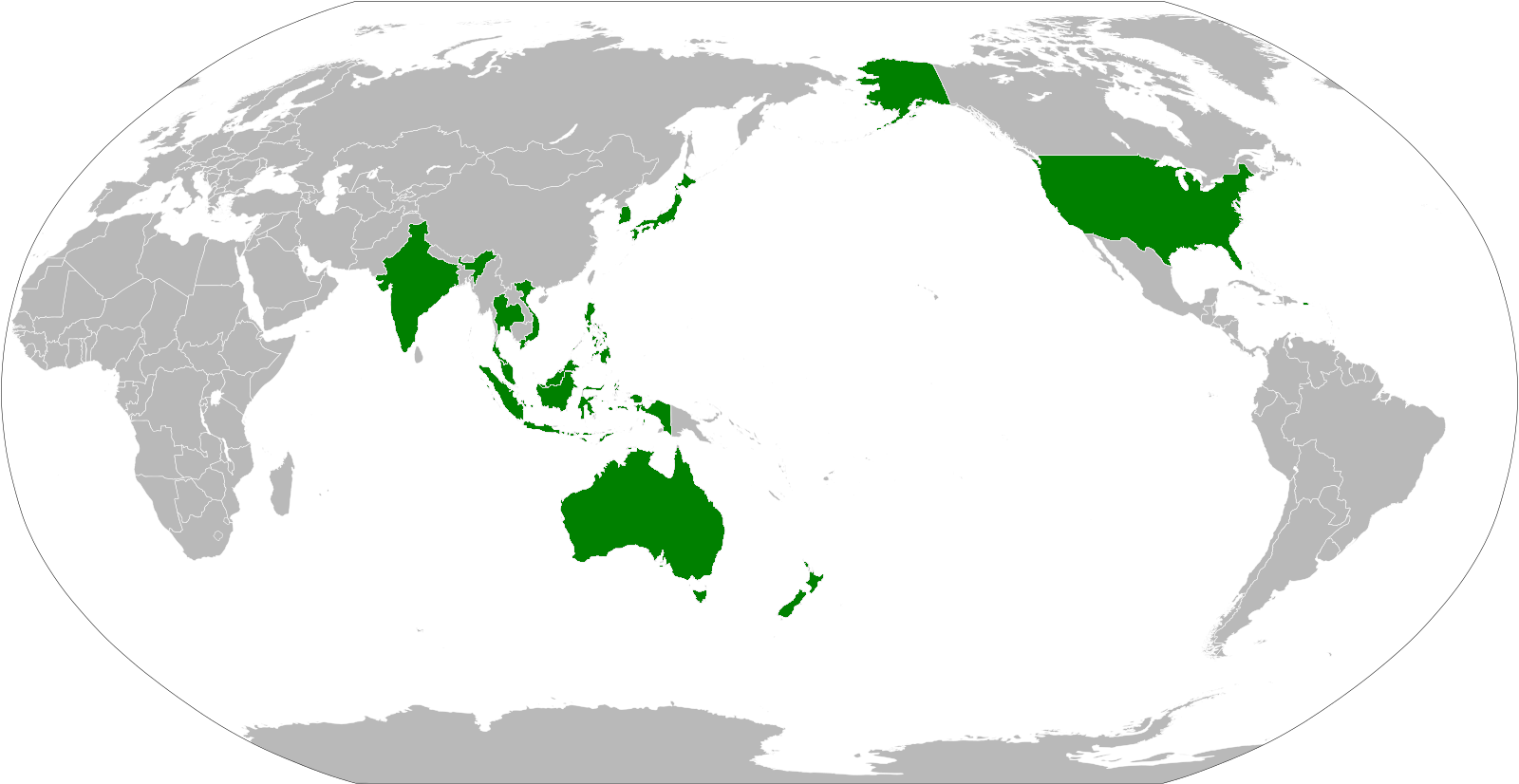
IPEF 참가국

인도-태평양 경제 프레임워크(Indo-Pacific Economic Framework, IPEF)는 미국의 대통령 조 바이든이 2021년 10월 27일, 동아시아 정상회의(EAS)에서 인도-태평양 경제안보 프레임워크에 대한 첫 구상을 발표했다. 바이든은 이 자리에서 미국은 무역 촉진, 디지털 경제와 기술 표준 정립, 공급망 회복력 달성, 탈탄소화와 청정에너지, 인프라 구축, 노동 분야에 대한 표준화를 파트너 국가들과 논의하고 추진할 것이라고 밝혔다. 일부에서는 중국 주도의 역내 포괄적 경제 동반자 협정(RCEP)을 견제하기 위한 것이라는 견해도 있다.
2022년 5월 23일 일본 도쿄에서 한국 등 13개국이 동참해 공식적으로 출범했다.
2022년 9월 8, 9일 미국 주최에서 'IPEF 각료급 회의'가 로스앤젤레스에서 대면으로 개최되어 협상의 4개 분야(4개의 기둥)(1) 무역(2) 공급망(3) 클린 경제 (4) 공정한 경제 별 방향성을 나타낸 각료 성명이 정리되었다. 인도가 무역에 대해 협상 참가를 거부한 것을 제외하면 모든 참가국이 4개 분야 모두 협상에 참가하는 첫 대면각료급 회의에서 협상 목표를 설정하였다. 인도-태평양 경제 프레임워크는 위기대응네트워크를 운영하여 공급망에 관련된 위기 시 대응할 수 있게 한다.

## 참가국
- 뉴질랜드
- 대한민국[5]
- 미국
- 말레이시아
- 브루나이
- 베트남
- 싱가포르
- 오스트레일리아
- 인도
- 인도네시아
- 일본
- 태국
- 피지[6]
- 필리핀

## 같이 보기
- 공급망
- 인도-태평양
- 역내 포괄적 경제 동반자 협정
- 영국 공화주의 운동